# Fretigney-et-Velloreille
Fretigney-et-Velloreille é uma comuna francesa na região administrativa de Borgonha-Franco-Condado, no departamento de Alto Sona. Estende-se por uma área de 22,02 km². Em 2010 a comuna tinha 752 habitantes (densidade: 34,2 hab./km²).